# Wysznewyj Sad (przystanek kolejowy)
Wysznewyj Sad (ukr. Вишневий Сад) – przystanek kolejowy w miejscowości Hruzewycia, w rejonie chmielnickim, w obwodzie chmielnickim, na Ukrainie. Położony jest na linii Odessa – Lwów.